# Анди Валентино
Анди Валентино (на английски: Andie Valentino) е американска порнографска актриса и еротичен модел, родена на 1 февруари 1988 г. в Нюпорт Бийч, щата Калифорния, САЩ.
Дебютира като актриса в порнографската индустрия през есента на 2006, когато е на 18 години.
Анди участва в много филми, повечето от които са предимно соло изпълнения или в лесбийски сцени. Валентино е момиче на Penthouse Pet of the Month за май 2007.

## Награди и номинации
- 2007: Пентхаус любимец за месец май.[2]

Номинации за награди за изпълнение на сцени
- 2008: Номинация за AVN награда за най-добра секс сцена само с момичета (видео) – заедно с Карли Банкс за изпълнение сцена във видеото „Фем стакато“.[3]
- 2009: Номинация за AVN награда за най-добра соло секс сцена – за изпълнение на сцена във филма „Горещи душове 16“.[4]

Други признания и отличия
- 2007: Списание Хъслър: момиче на корицата за месец юни.[5]
- Twistys момиче на месеца – януари 2008 г.[6]

## Фен клуб
Фен сайт на Анди